# Арсиеро
Арсиѐро (на италиански и на венециански: Arsiero) е малко градче и община в Северна Италия, провинция Виченца, регион Венето. Разположено е на 356 m надморска височина. Населението на общината е 3192 души (към 2015 г.).